# Teinoptila
Teinoptila is een geslacht van vlinders van de familie stippelmotten (Yponomeutidae).

## Soorten
- T. ingens Gershenson & Ulenberg, 1998
- T. puncticornis (Walsingham, 1891)